# Bombylius
Bombyles
Genre
Bombylius est un genre d'insectes diptères de la famille des Bombyliidae. Le genre présente une vaste aire de répartition : Afrique, Amérique et Eurasie.

## Espèces

### Espèces européennes
- Bombylius major, le grand bombyle
- Bombylius aaroni - îles Canaries
- Bombylius ambustus - Paléarctique du Sud, Proche-Orient
- Bombylius analis – Paléarctique du Sud, Proche-Orient
- Bombylius candidus - Paléarctique, Proche-Orient
- Bombylius canescens - Paléarctique, Proche-Orient
- Bombylius cinerarius – Paléarctique du Sud, Proche-Orient, Afrique du Nord
- Bombylius cinerascens - Europe, Proche-Orient
- Bombylius citrinus - Europe du Sud, Proche-Orient
- Bombylius cruciatus - Europe du Sud, Proche-Orient, Afrique du Nord
- Bombylius discolor - Europe, Proche-Orient
- Bombylius fimbriatus - Paléarctique, Proche-Orient, Afrique du Nord
- Bombylius flavipes - Italie, Espagne, Proche-Orient, Afrique du Nord
- Bombylius floccosus – Europe du Sud-Est, Proche-Orient
- Bombylius fulvescens - Paléarctique, Proche-Orient, Afrique du Nord
- Bombylius fumosus - Espagne
- Bombylius fuscus – Paléarctique du Sud, Proche-Orient, Afrique du Nord
- Bombylius kutshurganicus - Russie du Sud, Ukraine, Moldavie
- Bombylius leucopygus - Espagne, Afrique du Nord
- Bombylius medius - Paléarctique, Proche-Orient, Afrique du Nord
- Bombylius minor - Paléarctique, Proche-Orient
- Bombylius modestus – Paléarctique du Sud, Proche-Orient, Afrique du Nord
- Bombylius mus – Paléarctique du Sud, Proche-Orient, Afrique du Nord
- Bombylius niveus - Europe du Sud, Proche-Orient
- Bombylius nubilis - Europe centrale et du Sud, Proche-Orient, Afrique du Nord
- Bombylius oceanus - îles Canaries
- Bombylius pallens - Italie, Espagne, Portugal
- Bombylius pardalotus - Italie, Espagne
- Bombylius pintuarius – îles Canaries
- Bombylius posticus - Paléarctique, Proche-Orient, Afrique du Nord
- Bombylius pumilus - Europe du Sud, Proche-Orient
- Bombylius quadrifarius – Europe du Sud-est, Paléarctique oriental, Proche-Orient
- Bombylius semifuscus - Paléarctique, Proche-Orient, Afrique du Nord
- Bombylius shelkovnikovi - Italie, Grèce, Paléarctique oriental, Proche-Orient
- Bombylius torquatus - Europe du Sud, Proche-Orient, Afrique du Nord
- Bombylius trichurus - Paléarctique, Proche-Orient
- Bombylius venosus - Europe, Proche-Orient

### Espècesnéarctiques
- B. aestivus
- B. albicapillus
- B. altimyia
- B. anthophilus
- B. anthophoroides
- B. arizonicus
- B. atriceps
- B. aureus
- B. aurifer
- B. auriferiodes
- B. austini
- B. balion
- B. ballmeri
- B. breviabdominalis
- B. cachinnans
- B. cinerivus
- B. comanche
- B. curtirhynchus
- B. diegoensis
- B. duncani
- B. eboreus
- B. facialis
- B. fascipennis
- B. flavifacies
- B. flavipilosa
- B. fraudulentus
- B. frommerorum
- B. fulvibasoides
- B. helvus
- B. heximaculatus
- B. incanus
- B. japygus
- B. kanabensis
- B. lancifer
- B. lassenensis
- B. macfarlandi
- B. medorae
- B. metopium
- B. mexicanus
- B. mohavensis
- B. montanus
- B. nevadensis
- B. nicholsonae
- B. nigriventris
- B. painteri
- B. pendens
- B. phlogmodes
- B. plichtai
- B. pygmaeus[1]
- B. quirinus
- B. ravus
- B. silvus
- B. sylphae
- B. texanus
- B. validus
- B. varius
- B. washingtoniensis
- B. xanthothrix
- B. zapataensis
- B. zircon